# زبان اشاره بوتانی
زبان اشاره بوتانی زبان اشاره‌ای است که توسط ناشنوایان و کم شنوایان در بوتان استفاده می‌شود.